# Brachytome
Brachytome é um género botânico pertencente à família Rubiaceae.